# Övre Enskogssjön
Övre Enskogssjön är en sjö i Ljusdals kommun i Hälsingland och ingår i Ljusnans huvudavrinningsområde. Sjön har en area på 0,349 kvadratkilometer och ligger 216 meter över havet. Sjön avvattnas av vattendraget Enån.

## Delavrinningsområde
Övre Enskogssjön ingår i det delavrinningsområde (687423-148393) som SMHI kallar för Utloppet av Övre Enskogssjön. Medelhöjden är 277 meter över havet och ytan är 4,08 kvadratkilometer. Räknas de 26 avrinningsområdena uppströms in blir den ackumulerade arean 182,32 kvadratkilometer. Enån som avvattnar avrinningsområdet har biflödesordning 2, vilket innebär att vattnet flödar genom totalt 2 vattendrag innan det når havet efter 162 kilometer. Avrinningsområdet består mestadels av skog (87 procent). Avrinningsområdet har 0,35 kvadratkilometer vattenytor vilket ger det en sjöprocent på 8,6 procent.